# The Closed Road
The Closed Road è un film muto del 1916 scritto, prodotto e diretto da Maurice Tourneur. Al montaggio e come assistente alla regia compare Clarence Brown, che sarebbe diventato in seguito uno dei più noti registi di Hollywood.

## Trama
Hugh Annersley, un medico che fa ricerche sulla cura del cancro, esauriti i fondi, si rivolge a Griswold, che gli deve dei soldi e che è paziente di Appledan, un dottore eccentrico, zio di Hugh. Griswold viene trovato ucciso e la polizia, che trova la lettera di Annersley, comincia a indagare su di lui, trovando prove che lo accusano. Nel frattempo, Frank Sergeant, un conoscente di Annersley viene a sapere di essere ammalato e che gli restano solo sei mesi di vita. Allora Julia, la sorella del medico, chiede a Sergeant di accusarsi dell'omicidio, in modo da permettere al fratello di continuare le sue ricerche scientifiche. Il malato acconsente, si accusa e viene condannato per il delitto di Griswold. Ma, proprio mentre si avvicina l'ora dell'esecuzione, scopre di non essere malato gravemente. Julia, per cercare di salvarlo, si mette a indagare e scopre che l'omicida è Appledan. Riesce a farlo confessare giusto in tempo per salvare dalla sedia elettrica Sergeant.

## Produzione
Il film fu prodotto dalla Paragon Films, una piccola compagnia che, in due anni di attività, produsse ventisette pellicole.

## Distribuzione
Distribuito dalla World Film, uscì nelle sale cinematografiche USA il 24 aprile 1916.